# Mariakerk (Oenkerk)
De Mariakerk is een kerkgebouw in Oenkerk in de Nederlandse provincie Friesland. Het kerkgebouw is een rijksmonument.

## Beschrijving
De kerk was oorspronkelijk gewijd aan Maria. Het schip uit de 13e eeuw werd gebouwd ter vervanging van een 12e-eeuwse romaanse voorganger. In de 14e eeuw werd er een toren aangebouwd die in 1656 werd beklampt en werd voorzien van een zadeldak. De luidklok is uit 1493. De twee aangebouwde transeptarmen zijn weer afgebroken. De vijfzijdige koorsluiting is uit de 19e eeuw. Tot de inventaris behoren een preekstoel (1632) gemaakt door Dirk Claesz, een overhuifde herenbank (1641) en enkele rouwborden. Het orgel uit 1872 is gebouwd door Petrus van Oeckelen.
De plaquette Theo van Welderen Rengers aan de oostgevel is in 1947 gemaakt door Nina Baanders-Kessler.

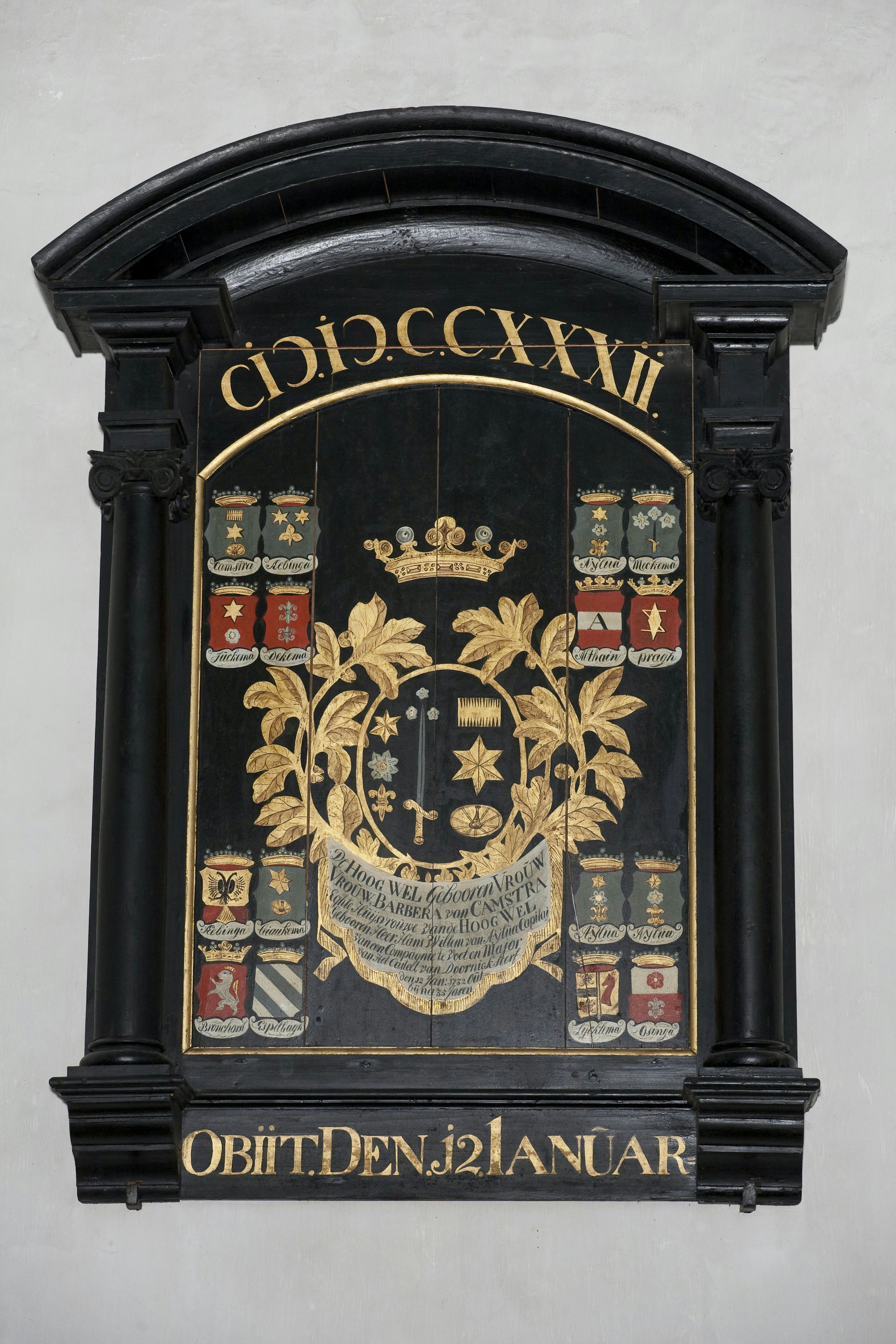
Rouwbord
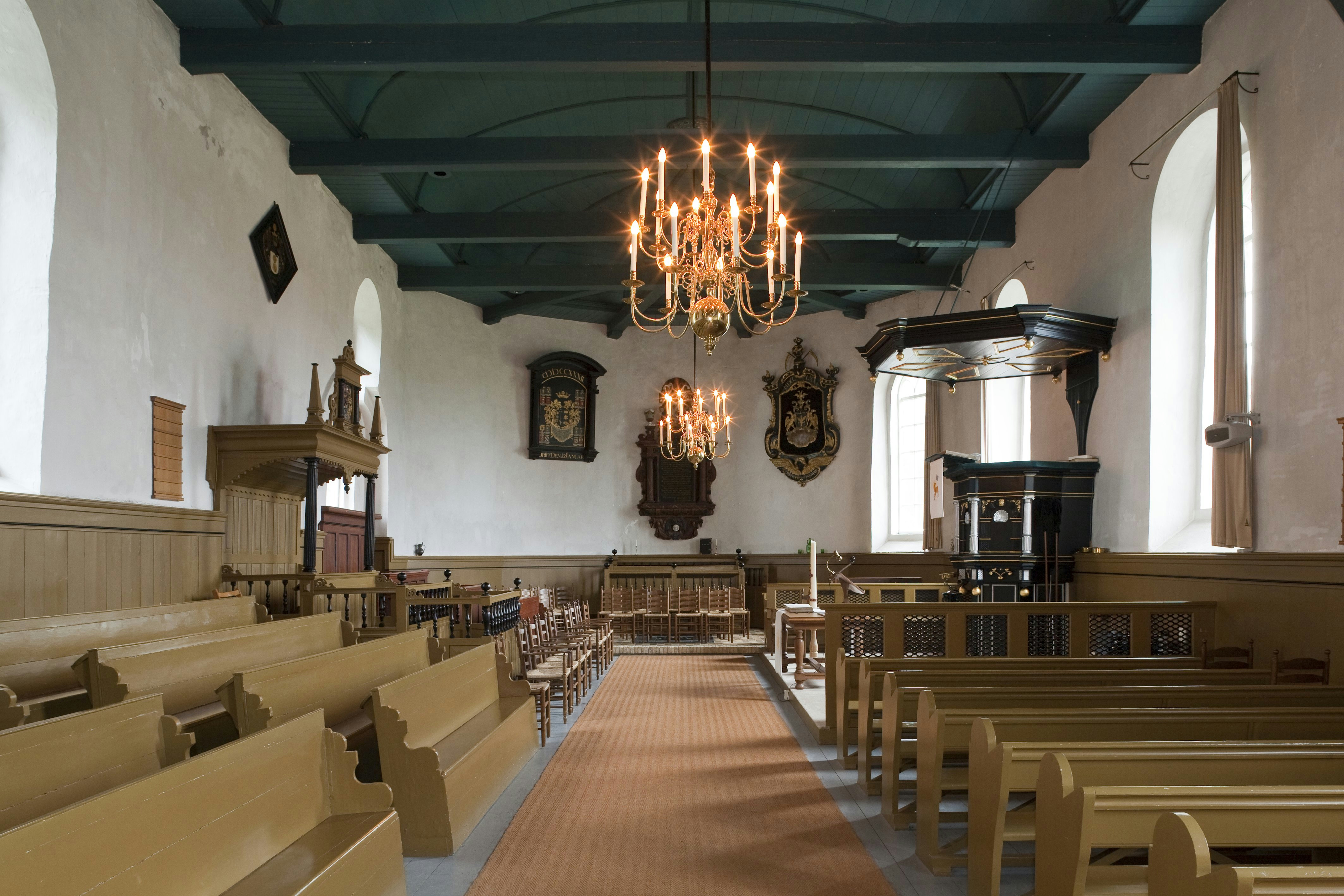
Interieur (2008)